# Herman Frankel
Herman Frankel – poseł do Sejmu Krajowego Galicji III kadencji (1870–1876), adwokat we Lwowie.
Wybrany w III kurii obwodu Lwów, z okręgu wyborczego Miasto Lwów. Na jego miejsce 29 października 1872 obrano Aleksandra Jasińskiego.